# たいこ (お笑い芸人)
元保育士たいこ（1981年 - ）は、東村プロダクション所属のピン芸人。2023年4月に芸名を「たいこ」からSNSなどで使っていた「元保育士たいこ」に改名した。

## 人物
- 身長 - 164cm
- 出身地 - 島根県出身（現在は広島県在住）
- 特技 -  保育士あるある、壁面の切り替え、ペープサート、麦芽コーヒー
- YouTube -【ピン芸人たいこの保育士あるある劇場】   チャンネル登録11.7万人
- Instagram - 【元保育士たいこ】
- 資格 - 保育士資格、幼稚園教諭免許、普通自動車免許

## 主な出演

### テレビ
- マツコ会議（NTV）ゲスト 東村アキコ回
- 日曜The NIGHT ～アキコとオサムの日曜夜中に男サダメ～#14（AbemaTV）

### ラジオ
- ジャンワラ （エフエムしながわ）お笑い連荘バトル
- 平成ラヂオバラエティごぜん様さま（RCC） - ゲスト出演
- ザ★横山雄二ショー（RCC） - ゲスト出演

### ライブ
- 東村プロダクション主催ライブ
- Naomi february6 presents 瀬戸内サンデー
- 東日本大震災復興支援チャリティライブ ヨコヤマ☆ナイト
- お笑いヨコヤマ道場@酒まつり